# Europamesterskaberne i amatørboksning 1934
Europamesterskaberne i amatørboksning 1934 blev afviklet den 11. til den 15. april 1934 i Budapest. Det var fjerde gang, der blev afholdt EM for amatørboksere og anden gang i træk, at turneringen blev afholdt i Budapest. Turneringen blev arrangeret af den europæiske amatørbokseorganisation EABA. Der deltog 74 boksere fra 13 lande.
På trods af, at Danmark tidligere havde vundet medaljer ved de tre foregående EM, stillede ingen danskere op i turneringen. 

## Medaljevindere
| Event                 | Guld                   | Sølv                     | Bronze                     |
| --------------------- | ---------------------- | ------------------------ | -------------------------- |
| Fluevægt (– 51 kg)    | Patrick Palmer England | Frigyes Kubinyi Ungarn   | Szapsel Rotholc Polen      |
| Bantamvægt (– 54 kg)  | István Énekes Ungarn   | Stig Cederberg Sverige   | Tadeusz Rogalski Polen     |
| Fjervægt (– 58 kg)    | Otto Kästner Tyskland  | Dezső Frigyes Ungarn     | Mieczysław Forlański Polen |
| Letvægt (– 62 kg)     | Marino Facchin Italien | Imre Harangi Ungarn      | Karl Schmedes Tyskland     |
| Weltervægt (– 67 kg)  | David McCleave England | István Varga Ungarn      | Ole Røisland Norge         |
| Mellemvæægt (– 73 kg) | Lajos Szigeti Ungarn   | Witold Majchrzycki Polen | Alfredo Neri Italien       |
| Letsværvægt (– 80 kg) | Hans Zehetmayer Østrig | Roman Antczak Polen      | Wilhelm Pürsch Tyskland    |
| Sværvægt (+ 80 kg)    | Gunnar Bärlund Finland | Herbert Runge Tyskland   | Patrick Floyd England      |

## Medaljefordeling
| Placering | Land     | Guld | Sølv | Bronze | Total |
| --------- | -------- | ---- | ---- | ------ | ----- |
| 1         | Ungarn   | 2    | 4    | 0      | 6     |
| 2         | England  | 2    | 0    | 1      | 3     |
| 3         | Tyskland | 1    | 1    | 2      | 4     |
| 4         | Italien  | 1    | 0    | 1      | 2     |
| 5         | Østrig   | 1    | 0    | 0      | 1     |
| –         | Finland  | 1    | 0    | 0      | 1     |
| 7         | Polen    | 0    | 2    | 3      | 5     |
| 8         | Sverige  | 0    | 1    | 0      | 1     |
| 9         | Norge    | 0    | 0    | 1      | 1     |

## Eksterne links
- European Championships Arkiveret 2. februar 2012 hos  Wayback Machine